# Glaphyropyga
Glaphyropyga is een vliegengeslacht uit de familie van de roofvliegen (Asilidae).

## Soorten
- G. aristata Carrera, 1950
- G. attenuata (Hull, 1958)
- G. bolivari Ayala, 1983
- G. carrerai Ayala, 1983
- G. dryas Fisher in Fisher & Hespenheide, 1982
- G. himantocera (Wiedemann, 1828)
- G. pollinifera Carrera, 1945
- G. renatoi Ayala, 1983
- G. setosifemur (Enderlein, 1914)
- G. tachirensis Ayala, 1983
- G. tiarensis Ayala, 1983
- G. venezuelensis Carrera & Machado-Allison, 1963